# مکزیکی‌ستیزی
مکزیکی‌ستیزی نگرشی نسبت به مردم مکزیکی‌تبار، فرهنگ مکزیکی یا اسپانیایی مکزیکی است و بیشتر در ایالات متحده یافت می‌شود.
ریشه آن در ایالات متحده به جنگهای استقلال مکزیک و آمریکا و مبارزه بر سر مناطق مورد مناقشه جنوب غربی برمی گردد. این در نهایت منجر به جنگ مکزیک و آمریکا می‌شود که در آن شکست مکزیک باعث از دست دادن قلمرو زیادی شد. در قرن ۲۰ میلادی، بعد از تلگرام زیمرمن، حادثه ای بین دولت مکزیک و امپراتوری آلمان در طول جنگ جهانی اول، احساسات ضد مکزیکی به رشد خود ادامه داد.
در طول تاریخ ایالات متحده، کلیشه‌های منفی دربارهٔ آمریکایی‌های مکزیکی منتشر شده و اغلب در فیلم‌ها و سایر رسانه‌ها منعکس شده‌است.

## دهه‌های ۱۸۴۰–۱۸۹۰

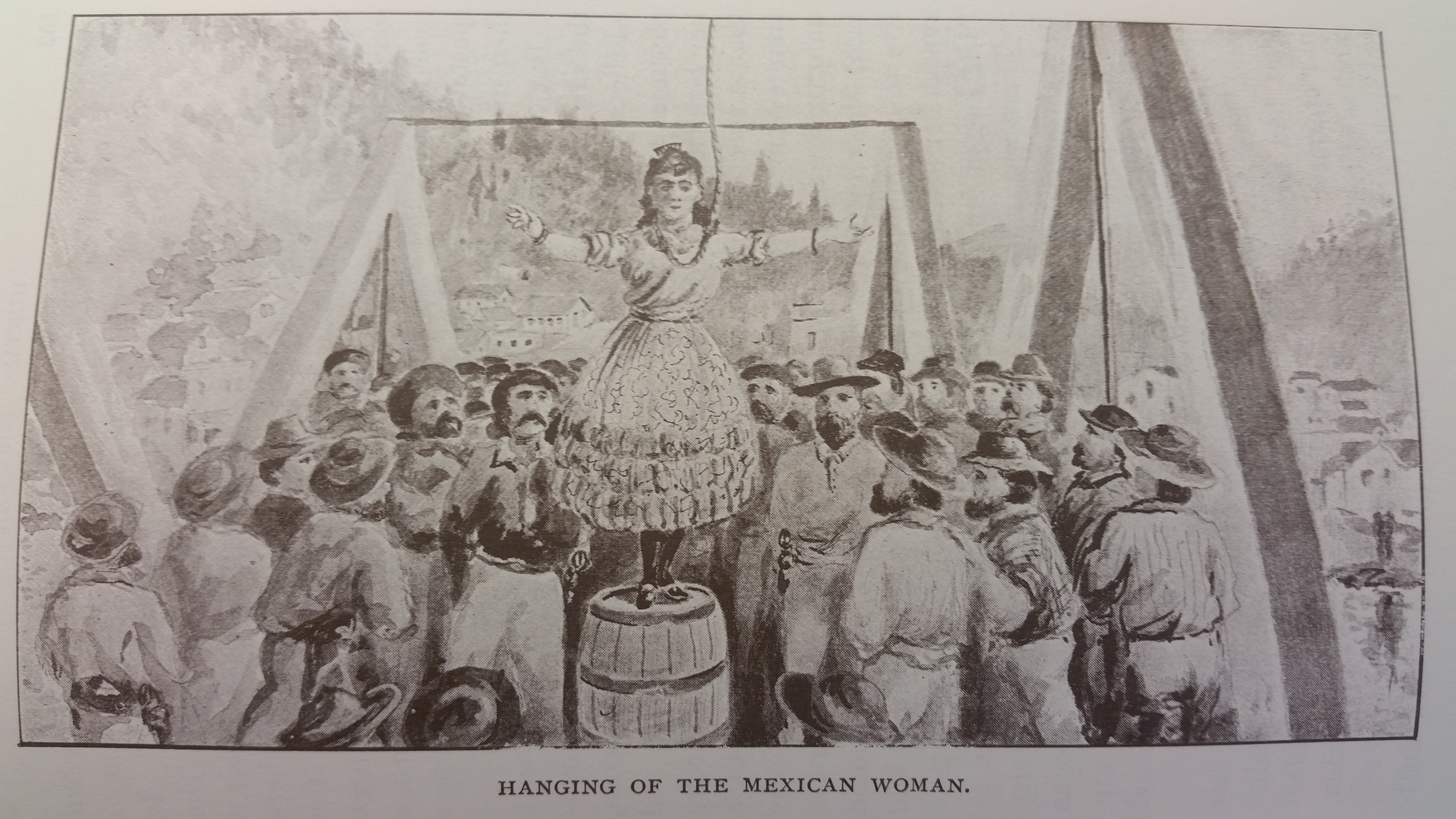
به دار آویختن خوزفا سگوویا (خوانیتا) در داونیف ویل ۱۸۵۱. با بی اعتنایی کامل به هویت وی، پس از مرگ وی به «خوانیتا» معروف شد، نامی کلیشه ای برای یک زن مکزیکی.

در نتیجه انقلاب تگزاس و الحاق تگزاس، ایالات متحده وارث اختلافات مرزی جمهوری تگزاس با مکزیک بود که منجر به فوران جنگ مکزیک و آمریکا (۱۸۴۶–۱۸۴۸) شد. پس از شکست مکزیک، مجبور به امضای پیمان گوادالوپه هیدالگو شد. این معاهده مکزیک را ملزم می‌کرد که در ازای دریافت ۱۵ میلیون دلار تقریباً نیمی از زمین خود را به ایالات متحده واگذار کند اما همچنین تضمین می‌کند که شهروندان مکزیکی ساکن در زمین‌های واگذار شده حقوق مالکیت کامل را حفظ کرده و اگر حداقل در سرزمین‌های واگذار شده باقی بمانند تابعیت آمریکا را دریافت می‌کنند یک سال. این معاهده و سایر موارد منجر به تأسیس در سال ۱۸۸۹ کمیسیون بین‌المللی مرز و آب که وظیفه حفظ مرز، تخصیص آب رودخانه بین دو کشور و تأمین کنترل سیل و تصفیه آب را بر عهده داشت.
لینچ کردن مکزیکی‌ها و آمریکایی‌های مکزیکی‌تبار در جنوب غربی مدت طولانی است که در تاریخ ایالات متحده نادیده گرفته‌است. این ممکن است به این دلیل باشد که پرونده‌ها و گزارش‌های موسسه توسکی، که حاوی جامع‌ترین سوابق لینچ در ایالات متحده است، قربانیان لینچ مکزیکی، چینی و بومی آمریکا را به عنوان سفید طبقه‌بندی کرده‌است. آمار گزارش شده از لینچ در ایالات متحده نشان می‌دهد که بین سالهای ۱۸۸۲ و ۱۹۵۱، ۴٬۷۳۰ نفر لینچ شدند که ۱٬۲۹۳ نفر آنها سفید و ۳٬۴۳۷ سیاه‌پوست بودند. تعداد واقعی مکزیکی‌های لینچ شده مشخص نیست. ویلیام دی. کارریگان و کلایو وب تخمین می‌زنند که بین سالهای ۱۸۴۸ و ۱۹۲۸، حداقل ۵۹۷ مکزیکی لینچ شدند، که ۶۴ مورد در مناطقی که فاقد سیستم رسمی قضایی هستند. یک لینچ مخصوصاً بدنام در ۵ ژوئیه ۱۸۵۱ اتفاق افتاد، هنگامی که یک زن مکزیکی به نام خوزفا سگوویا توسط گروهی در داونی ویل، کالیفرنیا لینچ شد. وی به قتل مردی متهم شد که پس از ورود به خانه اش قصد حمله به وی را داشت.